# ライフポートとよはし
ライフポートとよはし（ライフポートとよはし）は、愛知県豊橋市神野ふ頭町にある複合施設である。

## 概要
コンサートホール・女性会館・勤労青少年ホームなど、6つの施設からなり、合唱やオーケストラなどのコンサートのほか、講習会や各種イベントにも利用されている。

## 施設

### コンサートホール
音楽芸術の鑑賞・発表の場としてよく利用される。また、リハーサル室、ソリスト室、指揮者室、楽員室を備えている。楽器の貸出も可能。利用するには使用日の5日前までに所定の使用承認申請書を提出する必要がある。予約も可能。
- 総席数：1000席
- 舞台／間口：19.4m　奥行：13.15m。

### 中ホール
講演会、セミナー、音楽会など多目的に利用できるホール。座席は移動が可能。楽屋、講師控室を備えている。こちらも利用するあたって、使用日の5日前までに所定の使用承認申請書を提出する必要がある。予約も可能。
- 総席数：306席
- 舞台／間口：9.0m　奥行：3.8m

### 教育会館
教職員の各種研修・研究をはじめ、視聴覚教材の制作等を行うための施設。研究及び研修のために使用する教職員の使用が優先されるが、一般人も利用可能。映写機、拡声装置、液晶プロジェクターの貸出が可能。
- 研修室（4室）

### 女性会館
女性の学習活動の促進、団体・グループの育成やネットワーキングを図るための施設。女性の団体・グループの使用が優先されるが、一般人も使用可能。
- 研修室（3室）
- 会議室
- 和室（2室）
- フィットネスルーム
  - フィットネス器具やシャワールームを備えたフィットネス施設。
- 美術工芸室
- 調理実習室

### 労働会館
各種研修や相互交流を通じて教養を高め、趣味を広げる勤労者の活動の拠点となることを目的に作られた施設。
- 会議室
- 展示室

### 勤労青少年ホーム
働く青少年がアフターファイブや休日を有意義に過ごしてもらえることを目的に作られた施設。
- 会議室（2室）
- 音楽室
- 軽運動室
- 実習室
- 和室

## 交通アクセス
- 豊鉄バス82神野ふ頭線：「ライフポート」停留所下車。
- 駐車場（520台）